# Robert Hessens
Robert Hessens (* 25. Januar 1915 in Frankreich; † 2002) war ein französischer Filmregisseur, der 1950 mit einem Oscar ausgezeichnet wurde.

## Biografie
Hessens arbeitete in den späten 1940er-Jahren mit Alain Resnais und Gaston Diehl zusammen. Die Dokumentar-Kurzfilme über Kunst, die in dieser Zeit entstanden, liefern einen wesentlichen Beitrag zur Kunstgeschichte, wie der Historiker und Filmkritiker Jacques Siclier befand.
1950 wurde Hessens zusammen mit Gaston Diehl in der Kategorie „Bester Kurzfilm“ (2 Filmrollen) für seine Mitwirkung an dem dokumentarischen Kurzfilm  Van Gogh mit einem Oscar ausgezeichnet. Der Film beschäftigt sich mit dem Leben und Wirken von Vincent van Gogh.
In dem Kurzfilm Guernica, den Hessens 1951 mit Alain Resnais verwirklichte, thematisieren beide den Angriff der deutschen Luftwaffe auf die kleine baskische Stadt Guernica am 26. April 1937, bei dem unzählige Menschen getötet wurden. Picasso war, wie Millionen Menschen auf der Welt, davon so schockiert, dass er ein Gemälde malte, dem er den Namen der Stadt gab. 
Im Jahr 1952 wurde Hessens bei den Golden Globes mit einem Spezialpreis geehrt für die Dokumentation Pictura, „einen überragenden Kulturfilm von 1951“. Hessens erhielt diese Auszeichnung zusammen mit den Regisseuren des Films Ewald André Dupont, Luciano Emmer und Alain Resnais („Segment Goya)“. Der Film konnte prominente Sprecher für seine einzelnen Episoden gewinnen, darunter Henry Fonda, Lilli Palmer, Gregory Peck und Vincent Price.

## Filmografie
Kurzfilme/Dokumentationen
- 1948: Van Gogh (Produzent und Idee)
- 1948: Malfray (Autor)
- 1950: Toulouse-Lautrec (Regie)
- 1951: Guernica (Regie)
- 1951: Pictura (Regie)
- 1952: Moulin Rouge (Langfilm, spezielle Montage)
- 1953: Chagall (Autor, Regie)
- 1962: Le petit forain (Regie)

## Auszeichnungen (Auswahl)
- Oscarverleihung 1950: Oscar für Van Gogh
- Golden Globe Award: Spezialpreis für Pictura